# بولين لورو
بولين لورو (بالفرنسية: Pauline Leroux)‏ هي مصممة رقص فرنسية، ولدت في 20 أغسطس 1809 في باريس في فرنسا، وتوفيت في 5 فبراير 1891 في الدائرة التاسعة في باريس في فرنسا.